# 恒川柳作
恒川 柳作（つねかわ りゅうさく　1854年5月 - 1914年1月24日）は、日本の海軍技師。横浜船渠第一号船渠（重要文化財）などのドライドックを建設したことで知られる。

## 経歴
1854年（安政元年）生まれ（神奈川県士族）。1869年（明治2年）横須賀造船所黌舎の官費生となる。「黌舎」はフランス人技術者による造船所内の学校である。1873年、黌舎を卒業し、海軍省の主船寮に出仕。以後、横須賀造船所で財産調査掛、外国費掛、通訳掛、建築課を務める。1886年（明治19年）、海軍省技手。第二海軍区鎮守府（呉）建築委員。1889年（明治22年）、呉鎮守府勤務、海軍省技師。その後、築城部横須賀支部などに勤務。
この間に横須賀の2号ドックをはじめ、呉鎮守府、佐世保鎮守府、舞鶴鎮守府でドライドックを建設、商用の横浜船渠のドックを設計した。
1906年（明治39年）8月、依願免職。
1914年（大正3年）1月24日、心臓麻痺で急逝、享年61。

## 栄典
- 1906年（明治39年）4月1日 - 勲三等旭日中綬章、明治三十七八年従軍記章[3]

## 作品
- 横須賀造船所第2号船渠（1884年）ジュエット（E.A.Jouet）、恒川[4]
- 呉海軍工廠第1号船渠（1891年）山崎鉉次郎、恒川（廃止）
- 佐世保海軍工廠第1号船渠（1895年）石黒五十二、恒川（佐世保重工業5号ドック）
- 横浜船渠第2号船渠（1896年）恒川（ドックヤードガーデン、重要文化財）
- 石川島造船所浦賀分工場船渠（1898年）大倉粂馬、恒川、山崎鉉次郎（現存）
- 横浜船渠第1号船渠（1898年）恒川（日本丸メモリアルパーク、重要文化財）
- 舞鶴海軍工廠水雷艇船渠（1903年）石黒五十二、恒川
- 舞鶴海軍工廠1号船渠（1904年）石黒五十二、恒川（日立造船舞鶴造船所第2号ドック）
- 横浜船渠第3号船渠（1910年）恒川（廃止）

## 家族
- 娘・（-1911） ‐ 風間礼助と結婚したが、早世。[5]
- 長男、恒川陽一郎 (1888-1916) ‐ 谷崎潤一郎の東京府立一中以来の友人で文学青年。人気芸妓萬龍と結婚し、小説『旧道』を著した。四高、一高を経て東京帝大仏法科卒。高級住宅地の牛込佐内坂上の豪邸に暮らし、学友の谷崎や大島堅造は恒川家の支援を受けたという[5]。自伝的な小説をいくつか書いたほか、谷崎の小説にも登場、小山内薫の短編『梅龍の話』には大学生だった陽一郎が満龍と知り合うきっかけとなった洪水の話が出てくる[6]。慢性中耳炎により29歳で死去[5]。萬龍は岡田信一郎と再婚した。
- 次男、恒川呉作 (1891-) ‐ 早稲田大学建築学科を卒業。陽一郎より家督を継ぎ、建築請負業を経営、神奈川県多額納税者[7]。